# Agrupació Cultural Folklòrica Barcelona
Agrupació Cultural Folklòrica Barcelona és una entitat capdavantera del moviment sardanista, fundada a Barcelona el 1922 amb el nom d'Agrupació Sardanista de Barcelona, dedicada principalment al conreu i a la difusió de la sardana.
Compta amb diverses seccions, entre les quals sobresurten un grup de muntanya, l'Esbart Barcelona i Amics dels Concerts, una comissió per al foment de la música per a cobla. La seva seu, la Casa de la Sardana, és al districte de Ciutat Vella de Barcelona, als baixos del número 15 del Carrer Pou de la Figuera.
El 1952 creà un quadre escènic català i el 1956 inicià cursets de català per a adults. Des del 1958 convoca intermitentment el Concurs Musical Joaquim Serra i ha dut a terme una apreciable tasca a favor de la música i del folklore catalans, com la promoció de ballades setmanals de sardanes a la Plaça de Sant Jaume de Barcelona i els cicles de concerts per a cobla. Per aquest motiu el 1988 fou guardonada amb la Creu de Sant Jordi. El Palau de la Música Catalana acollirà els actes del seu centenari.